# Johannes Hendrikus Donner
Johannes Hendrikus (Hein) Donner (Den Haag, 6 juli 1927 – Amsterdam, 27 november 1988) was een Nederlandse schaakgrootmeester en schrijver. J.H. Donner was zijn schrijversnaam, in de media was hij ook bekend als Jan Hein Donner. Hij was drievoudig Nederlands kampioen schaken. In 1987 ontving hij de Henriette Roland Holst-prijs.

## Leven
Hij werd geboren als zoon van Jan Donner, destijds minister van Justitie en later president van de Hoge Raad. J.H. Donner was een broer van André Donner en daarmee een oom van de politicus mr. Piet Hein Donner. 
De schrijfster Marian Donner is zijn dochter. Hein Donner maakte op zijn 14e jaar kennis met het schaakspel.

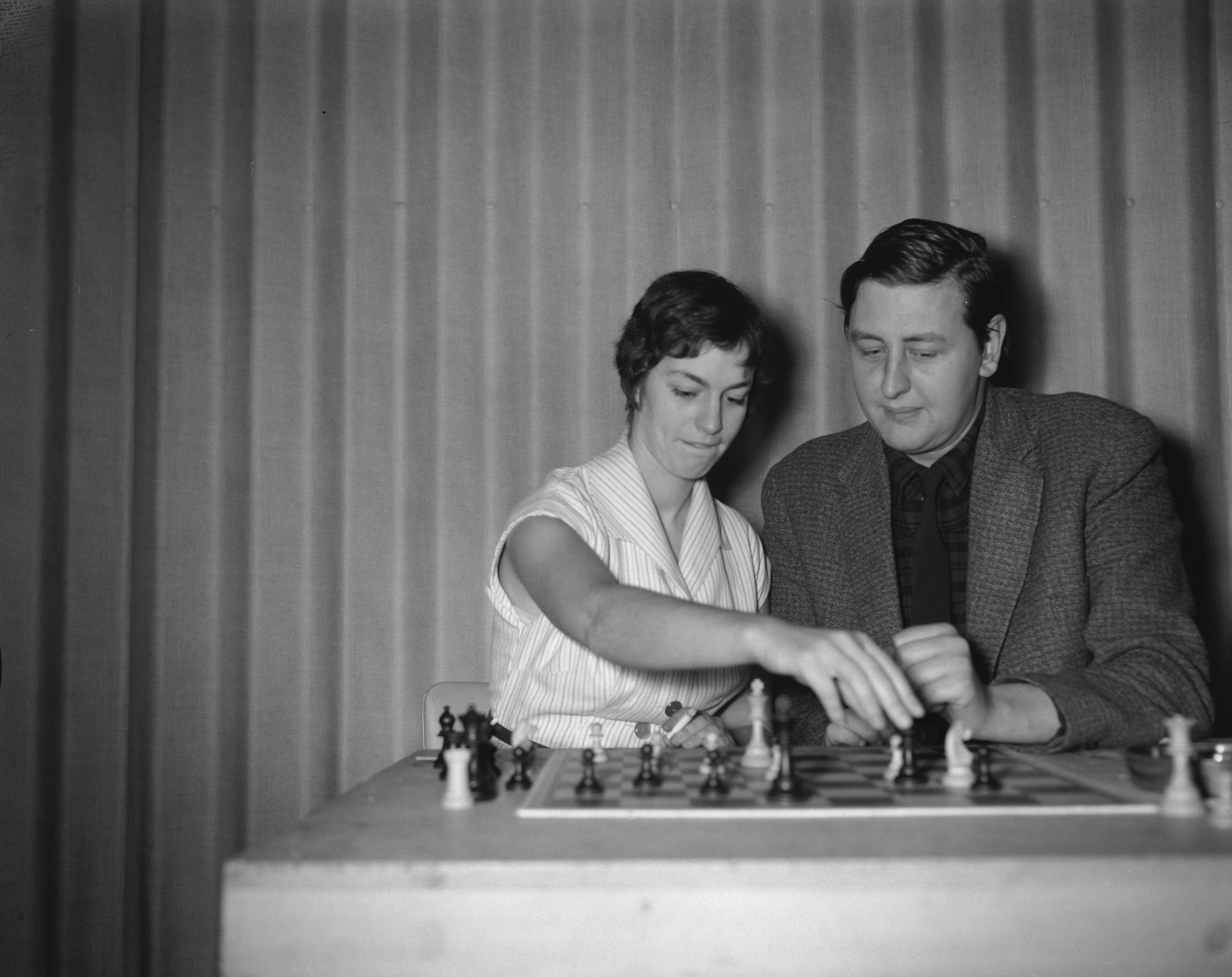
Hein Donner en verloofde Irène van de Weetering op 22 december 1958.

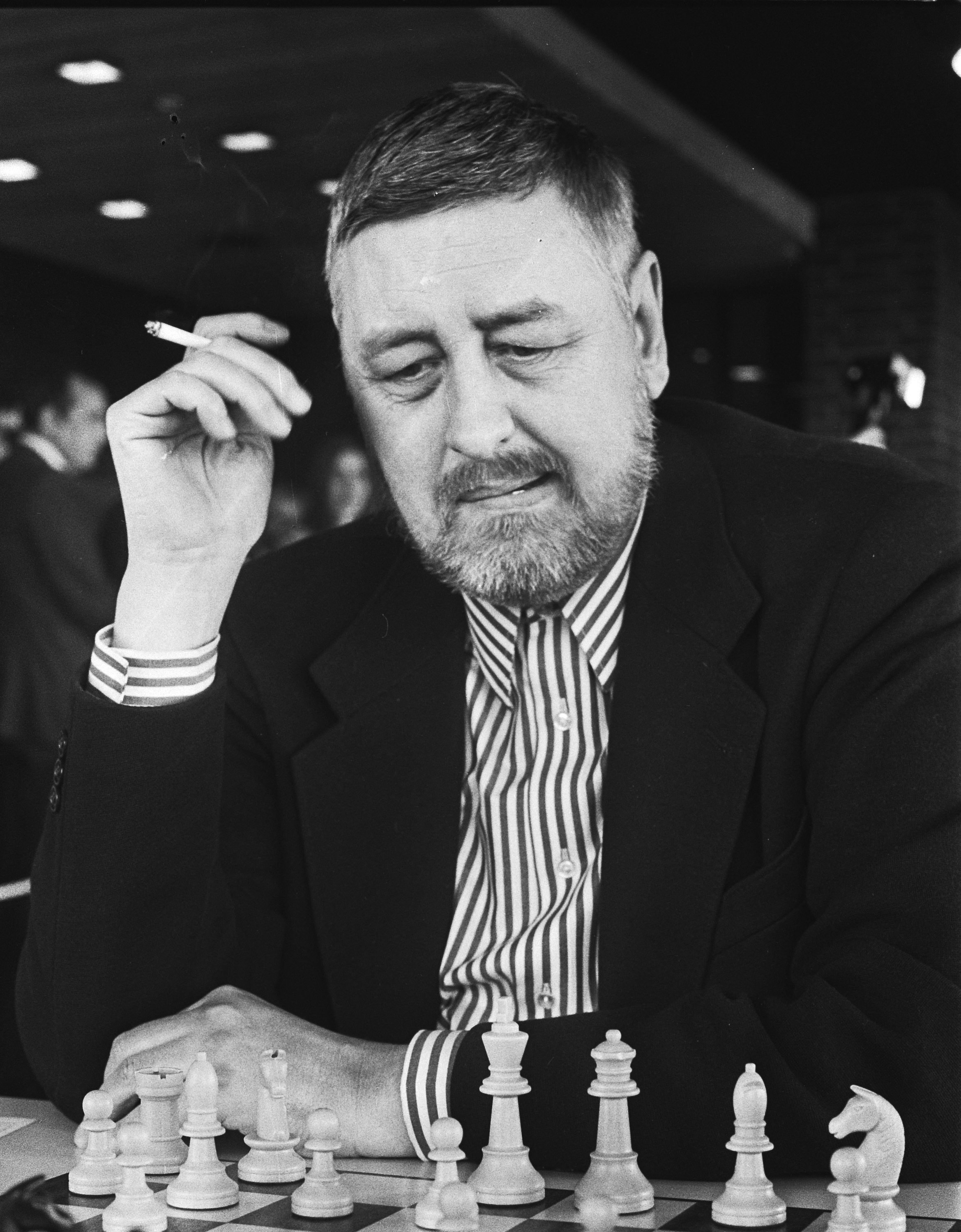
Donner tijdens het NK schaken in Leeuwarden, 17 april 1978

Hij heeft in zijn schaakcarrière enkele grote toernooi-overwinningen behaald, zoals het Hoogovenstoernooi in 1950; hij eindigde toen, met een vol punt voorsprong, vóór Nicolas Rossolimo en oud-wereldkampioen Max Euwe. In 1958 werd hij gedeeld eerste met Euwe en in 1963 won hij het Hoogovenstoernooi nogmaals. Ook won hij het internationale schaaktoernooi in Venetië in 1967, waarbij hij de toenmalige wereldkampioen Tigran Petrosjan achter zich liet. In een vierdubbelrondige vierkamp in Leiden (1970) moest hij wereldkampioen Spasski voor zich dulden, maar bleef hij oud-wereldkampioen Botwinnik en topgrootmeester Larsen voor.
Naast deze prestaties op het internationale vlak werd Donner drie keer Nederlands kampioen: in 1954 doorbrak hij Euwes jarenlange hegemonie en ook in 1957 en 1958 was hij overwinnaar. Hij kwam twaalfmaal voor Nederland uit op de olympiade. In 1958 werd hem de grootmeestertitel toegekend.
Donner was gehuwd met Irène van de Weetering en in de tweede echt met Marian Coeterier. Donner had een zoon en twee dochters.

## Voornaam
Donner noemde zich in publicaties J.H. Donner, naar zijn voornamen Johannes Hendrikus. In de volksmond werd hier Jan Hein van gemaakt, dit tot groot ongenoegen van Donner zelf: "Mijn naam is J.H. Donner, voor mijn vrienden 'Hein'. 'Jan-Hein' was een misplaatste grap van kwaadwillende sportjournalisten, maar zo heet ik niet, heb ik nooit geheten en wil ik ook niet heten."

## Schrijverschap
Naast schaker was Donner ook schrijver. Hij begon als publicist over schaken bij De Tijd en stapte in 1975 over naar De Volkskrant. Intussen was hij ook columns gaan schrijven over allerlei onderwerpen in onder meer Elsevier en Het Parool. Vanaf 1971 was hij medewerker bij Schaakbulletin, een maandblad dat verscheen van 1968 tot 1984. Een bloemlezing van deze stukken, voor zover ze over schaken gaan, is samengesteld door Tim Krabbé en Max Pam en is verschenen als De Koning, Schaakstukken. Daarnaast schreef hij verhalen, zoals De Nederlander.
Hij was een groot bewonderaar van de schrijvers J.L. Borges en Harry Mulisch. Met de laatste was hij ook bevriend geraakt en Donner diende als voorbeeld voor de hoofdpersoon Onno Quist in de roman De ontdekking van de hemel van Mulisch. Over Mulisch schreef Donner Van Mulisch' Oude lucht. Een droomanalyse van J.H. Donner (1979). Hij was ook goed bevriend met de schrijfster Renate Rubinstein. Jarenlang correspondeerden ze met elkaar. De laatste jaren van zijn leven genoot hij vooral bekendheid door de stukjes die hij vanaf 1985 schreef voor NRC Handelsblad.
Veel van de columns van Donner zijn gebundeld, o.a. in De Nederlander, en andere korte verhalen (1974), Slecht nieuws voor iedereen (1987) en Van vroeger (1989).
Voor Na mijn dood geschreven (1986) kreeg hij in 1987 de Henriëtte Roland Holstprijs.

## Politieke standpunten
Donner maakte geen geheim van zijn politieke standpunten en verbond daar ook gevolgen aan. In 1966 liet hij de Koninklijke Nederlandse Schaakbond (KNSB) weten dat hij weigerde voor Nederland uit te komen vanwege de manier waarop de provobeweging aangepakt werd. Hij was toen getrouwd met Irène van de Weetering, die actief lid van de provo's was. Hij was een fel tegenstander van het zionisme en bestuurslid van het genootschap Nederland-Cuba. Bij Elseviers Weekblad moest hij vertrekken wegens zijn standpunt met betrekking tot de oorlog in Vietnam: de trofee die hij had gewonnen in Venetië in 1967, een gouden sieraad,
wilde hij schenken aan het Medisch Comité Vietnam, opdat die er medicijnen van kon kopen – of desnoods machinegeweren, zo liet hij weten tijdens een televisie-uitzending. In de zaak Weinreb koos hij de kant van de belaagde schriftgeleerde.
Daarnaast was hij anti-Amerikaans en een aanhanger van het stalinisme.

## Gezondheid
Donner was een kettingroker.

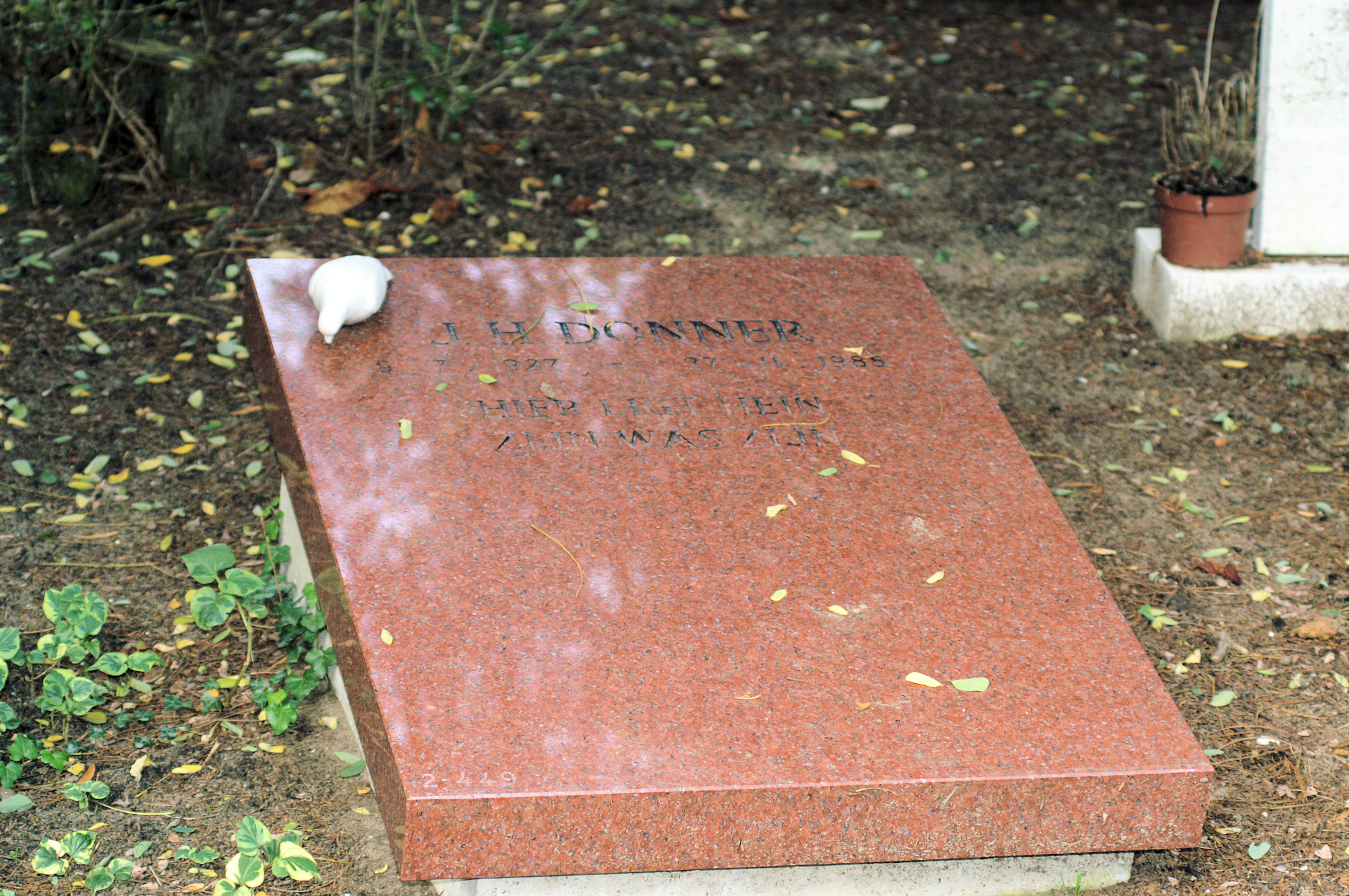
Grafsteen van Donner
(Zorgvlied, Amsterdam)

In augustus 1983 kreeg hij een hersenbloeding die het hem zeer moeilijk maakte om te spreken en te typen, wat hem dwong tot een zeer eigen, uiterst beknopte stijl. De stukjes zijn verzameld in vier bundels, Na mijn dood geschreven, Geen patiënten, Slecht nieuws voor iedereen en Als schrijver moet je veel lijden. Hein Donner overleed op 61-jarige leeftijd in verpleeghuis 'Vreugdehof' aan een maagbloeding.

## Secundaire literatuur
- Timman, Jan: J.H. Donner: An Obituary, New in Chess, 1989, No. 1.
- Münninghoff, Alexander: Hein Donner 1927–1988, een biografische schets. Uitgeverij Scheffers, Utrecht 1994, ISBN 90-5546-008-7
- Straat, Evert-Jan: J.H. Donner, grootmeester. Interchess, Alkmaar 1993, ISBN 90-71689-56-5